# Championnat du Togo de football 2006-2007
Navigation
Saison précédente Saison suivante
Le championnat du Togo de football 2006-2007 est la quarante-septième édition du Championnat National. Elle oppose les seize meilleurs clubs du Togo regroupés au sein d’une poule unique où ils se rencontrent à deux reprises, à domicile et à l’extérieur. En fin de saison, les deux derniers du classement sont relégués et remplacés par les deux meilleurs clubs de deuxième division.
C’est le club de l’ASKO Kara qui est sacré cette saison après avoir terminé en tête du classement, avec huit points d’avance sur l’US Masseda, promu de D2 et neuf sur l’Étoile Filante de Lomé. C'est le 4e titre de champion du Togo de l'histoire du club.

## Les clubs participants
| - Maranatha FC - US Masseda - Promu de D2 - AS Togo-Port - ASKO Kara - OC Agaza - Doumbé FC - Athletic Club Merlan - Kotoko FC | - AC Semassi - Dynamic Togolais - Étoile Filante de Lomé - AS Douanes Lomé - US Koroki - Promu de D2 - Togo Telecom FC - Abou Ossé FC - Tchaoudjo AC |

## Compétition
Le barème utilisé pour établir les classements est le suivant :
- Victoire : 3 points
- Match nul : 1 point
- Défaite, forfait ou abandon : 0 point

### Classement
| Rang | Équipe                 | Pts | J  | G  | N  | P  | Bp | Bc | Diff |
| ---- | ---------------------- | --- | -- | -- | -- | -- | -- | -- | ---- |
| 1    | ASKO Kara              | 61  | 30 | 17 | 10 | 3  | 33 | 14 | +19  |
| 2    | US Masseda FCP         | 53  | 30 | 14 | 11 | 5  | 30 | 15 | +15  |
| 3    | Étoile Filante de Lomé | 52  | 30 | 15 | 7  | 8  | 35 | 25 | +10  |
| 4    | Maranatha FCT          | 46  | 30 | 12 | 10 | 8  | 37 | 29 | +8   |
| 5    | AS Togo-Port           | 43  | 30 | 11 | 10 | 9  | 24 | 20 | +4   |
| 6    | AS Douanes             | 42  | 30 | 10 | 12 | 8  | 30 | 25 | +5   |
| 7    | US KorokiP             | 42  | 30 | 9  | 15 | 6  | 27 | 25 | +2   |
| 8    | AC Semassi             | 38  | 30 | 10 | 8  | 12 | 21 | 24 | -3   |
| 9    | Kotoko FC              | 38  | 30 | 10 | 8  | 12 | 20 | 23 | -3   |
| 10   | AC Merlan              | 36  | 30 | 7  | 15 | 8  | 23 | 20 | +3   |
| 11   | Abou Ossé FC           | 35  | 30 | 8  | 11 | 11 | 21 | 27 | -6   |
| 12   | Togo Telecom FC        | 33  | 30 | 7  | 12 | 11 | 27 | 36 | -9   |
| 13   | Tchaoudjo AC           | 31  | 30 | 8  | 7  | 15 | 24 | 33 | -9   |
| 14   | Dynamic Togolais       | 30  | 30 | 6  | 12 | 12 | 18 | 28 | -10  |
| 15   | OC Agaza               | 29  | 30 | 6  | 11 | 13 | 18 | 32 | -14  |
| 16   | Doumbé FC              | 26  | 30 | 5  | 11 | 14 | 19 | 31 | -12  |

|  | Qualification pour la Ligue des champions de la CAF 2008 |
|  | Qualification pour la Coupe de la confédération 2008     |
|  | Relégation en deuxième division                          |
|  | T : Tenant du titre P : Promu de deuxième division       |

## Bilan de la saison
| Championnat du Togo de football 2006-2007 |                      |
| Champion                                  | ASKO Kara (4e titre) |
| Qualifications continentales              |                      |
| Ligue des champions de la CAF 2008        | ASKO Kara            |
| Coupe de la confédération 2008            | US Masseda           |
| Promotions et relégations                 |                      |
| Promus en Championnat National            | Gomido Kpalimé       |
| Promus en Championnat National            | Foadan FC            |
| Relégués en Deuxième division             | OC Agaza             |
| Relégués en Deuxième division             | Doumbé FC            |